# (36126) 1999 RH148
1999 RH148 (asteroide 36126) é um asteroide da cintura principal. Possui uma excentricidade de 0.11822260 e uma inclinação de 10.20149º.
Este asteroide foi descoberto no dia 9 de setembro de 1999 por LINEAR em Socorro.